# Kolotoumba
Il termine "kolotoumba" o "kolotumba" (κωλοτούμπα significa "salto mortale") viene utilizzato dai media e dai politici in Grecia per indicare l'incoerenza politica e il completo rovesciamento di un partito o di una figura politica rispetto alle loro posizioni o opinioni politiche originali.

## Storia
Dopo un uso raro del termine da parte dei politici in Grecia, il lemma ha iniziato ad essere menzionato molto frequentemente in diversi media greci dal 2015, caratterizzando il totale cambiamento politico attuato dall'allora Primo Ministro greco Alexis Tsipras dopo il voto "no" al referendum da lui indetto e il suo accordo con la "Troika" nel luglio 2015. Da allora è stato ampiamente utilizzato per qualsiasi politico che cambi radicalmente le sue opinioni.
Il termine più educato κυβίστηση (kivistisi), che significa anch'esso "salto mortale", è stato utilizzato anche metaforicamente per descrivere un politico che si ritira dalle sue opinioni o posizioni originali, rovesciando ciò che aveva inizialmente sostenuto.

## Internazionalizzazione
Secondo l'HuffPost Greece: «la parola ha dominato e caratterizza la scena politica greca e la maggior parte dei partiti e dei loro rappresentanti e, per chi non lo sapesse, è stata adottata informalmente a Bruxelles. Si pronuncia con un accento leggermente straniero nei corridoi della Commissione quando si vuole caratterizzare il modo in cui qualcuno ha apportato un cambiamento radicale rispetto a ciò che in precedenza sosteneva».
Il termine è apparso nel gennaio 2015, pochi giorni dopo la formazione del governo di Alexis Tsipras, sul quotidiano tedesco Die Zeit. Nell'aprile dello stesso anno venne utilizzato in un articolo del quotidiano britannico economico Financial Times. Nel luglio 2015 apparve in prima pagina sul quotidiano belga De Standaard. Venendo in seguito utilizzato da numerosi media internazionali.
Nel 2017, il quotidiano spagnolo El País, spiegando che si tratta di un termine politico greco (Kolotumba es un concepto politico griego), lo ha utilizzato per riferirsi a un evento politico avvenuto in Spagna. Nello specifico, secondo il quotidiano, l'articolo faceva riferimento alla "kolotumba" catalana, vale a dire alla revoca della dichiarazione d'indipendenza della Catalogna da parte del parlamento regionale catalano entro una settimana. Lo stesso anno, il termine fu utilizzato nuovamente dal Financial Times, questa volta per criticare l’allora Primo Ministro del Regno Unito Theresa May per la sua posizione politica riguardo alla Brexit.
Nel 2019 il termine è stato utilizzato dal quotidiano portoghese Público.